# Osteuropa-Institut (Berlin)
Das Osteuropa-Institut (OEI) der Freien Universität Berlin (FU) ist eine interdisziplinäre Lehr- und Forschungseinrichtung, welche auf die Region Ost-, Südost- und Ostmitteleuropa spezialisiert ist. Es ist neben dem Lateinamerika-Institut und dem John-F.-Kennedy-Institut eines von drei interdisziplinären sogenannten Zentralinstituten der FU, die auf Regionalstudien spezialisiert sind.
Das 1951 gegründete OEI befindet sich, wie die meisten Einrichtungen der FU, in Dahlem. Es bietet die Masterstudiengänge Osteuropastudien sowie East European Studies Online an. Es verfügt außerdem über eine Fachbibliothek mit 360.000 Bänden, die seit 2008 gemeinsam mit den Bibliotheken des Fachbereichs Politik- und Sozialwissenschaften die Bibliothek für Sozialwissenschaften und Osteuropastudien bildet. Neben der zweimal jährlich erscheinenden Broschüre Berliner Osteuropa-Info werden die Forschungsergebnisse der Abteilungen des Instituts in den Arbeitspapiere(n) des Osteuropa-Instituts veröffentlicht.
Am Institut lehren als Professoren unter anderem Katharina Bluhm, Alexander Libman, Susanne Strätling und Robert Kindler sowie der auch als Direktor der Sektion für Betriebswirtschaft des Instituts tätige Wolfgang Förster (1912–1989). Zu den geschäftsführenden Direktoren gehörte der ab 1970 an der FU wirkende ordentliche Professor für Volkswirtschaft Erich Klinkmüller (* 1928).